# クリスティーナ・ヴァレンズエラ
クリスティーナ・ヴァレンズエラ（Cristina Valenzuela、1987年7月11日 - 、クリスティーナ・ヴィー（Cristina Vee）の名で知られる）は、アメリカ合衆国の女性声優である。アニメやコンピュータゲーム、および彼女のYouTubeチャンネルで知られる。
ヴァレンズエラはカリフォルニア南部で開催されたアニメコンベンション「アニメエキスポ2004」の声優パネル展で、吹き替えスタジオであるバングズーム! エンタテイメントによって見出された。声優の仕事に加え、『AnimeTV』でジョニー・ヨング・ボッシュとともに司会を務めていることや、パトリシア・ジャ・リーの後任として『The Adventures of the ASOS Brigade』（アメリカSOS団の冒険）に涼宮ハルヒの実写版の役として出演したことで知られている。

## 出演
太字はメインキャラクター。

### アニメ
2005年
- IGPX - Sage Rublev

2006年
- ジャングルはいつもハレのちグゥ - レイチェル
- 神無月の巫女 - ミサキ

2007年
- ローゼンメイデン - 金糸雀

2008年
- 魔法少女隊アルス - メリッサ
- AIKa R-16:VIRGIN MISSION - 皇藍華
- ゼロの使い魔 - ルイズ・フランソワーズ・ル・ブラン・ド・ラ・ヴァリエール

2009年
- 魔法少女リリカルなのは - 高町なのは
- NARUTO -ナルト- 疾風伝 - 又旅、スイレン、スクイ、アザミ
- 無限の住人 - 町

2010年
- 魔法少女リリカルなのはA's - 高町なのは

2011年
- けいおん! - 秋山澪
- 侵略!イカ娘 - 斉藤渚

2012年
- 魔法少女まどか☆マギカ - 暁美ほむら

2013年
- ぬらりひょんの孫 - 珱姫
- 輪廻のラグランジェ - 野上さち
- アクセル・ワールド - 糸洲真魚
- クロスファイト ビーダマン - 天宝院ルリ
- ポケットモンスター THE ORIGIN - ニドラン、カラカラ
- Fate/Zero - 間桐桜
- マギ - モルジアナ
- 一騎当千 - 左慈元放

2014年
- ミュウツー 〜覚醒への序章〜 - アンナ
- BLEACH - 毒ヶ峰リルカ
- 美少女戦士セーラームーン - 火野レイ / セーラーマーズ
- ブラッドラッド - 豆次郎
- シドニアの騎士 - 仄姉妹
- ドラえもん - ミニドラ
- キルラキル - 鳳凰丸礼
- スシニンジャ - 姫
- ソードアート・オンライン Extra Edition - アリシャ・ルー

2015年
- デュラララ!! - 聖辺ルリ
- 世界でいちばん強くなりたい! - 福岡萌
- 超次元ゲイム ネプテューヌ THE ANIMATION - コンパ
- BLAZBLUE ALTER MEMORY - ノエル＝ヴァーミリオン、Λ-No.11-、ν-13
- ミス・モノクローム -The Animation- - KIKUKO
- アルドノア・ゼロ - ライエ・アリアーシュ
- Fate/stay night: Unlimited Blade Works - 間桐桜
- 七つの大罪 - ホーク
- 美少女戦士セーラームーンCrystal - 火野レイ / セーラーマーズ
- ミラキュラス レディバグ&シャノワール - マリネット・デュパン＝チェン / レディバグ

2016年
- ラブライブ! - 南ことり
- 四月は君の嘘 - 瀬戸小春、泉
- サイボーグ009VSデビルマン - 牧村美樹、ソフィー
- マケン姫っ!通 - 謎の女性
- 亜人 - 下村泉
- HUNTER×HUNTER - キルア＝ゾルディック
- ワンパンマン - モスキート娘
- 機動戦士ガンダム 鉄血のオルフェンズ - ラフタ・フランクランド
- テイルズ オブ ゼスティリア ザ クロス - ベルベット・クラウ
- ダンガンロンパ3 -The End of 希望ヶ峰学園- - 塔和モナカ
- Charlotte - 小西、杉本、ほのかの母
- 学戦都市アスタリスク - カミラ・パレート
- 僕だけがいない街 - 浜田コウイチ
- クロムクロ - 荻布美夏
- モブサイコ100 - 遺志黒獏膳

2017年
- リトルウィッチアカデミア - マジョリン
- Occultic;Nine -オカルティック・ナイン- - 紅ノ亞里亞
- ID-0 - カーラ・ミラ＝フォーデン
- スティーブン・ユニバース（シーズン4・13話「動物園」） - Jay-Ten、Little Voice
- スキップ・ビート! - 高園寺絵梨花
- Dennis and Gnasher: Unleashed - Rubi

2018年
- 蒼の彼方のフォーリズム - 市ノ瀬莉佳
- DEVILMAN crybaby - 牧村美樹
- ポプテピピック - ポプ子
- テラフォーマーズ - エヴァ・フロスト
- 賭ケグルイ - 西洞院百合子
- GRANBLUE FANTASY The Animation - シャルロッテ、フェリ
- B：The Beginning - ユナ、エリカ・風間・フリック、ククリ、タケル
- 文豪ストレイドッグス - ルーシー・モード・モンゴメリ
- クジラの子らは砂上に歌う - キチャ
- ソードガイ The Animation - 清美
- ハイスコアガール - 鬼塚ちひろ、大野真
- ツリーハウスたんていだん - Lucille、Lucille's mom
- Re:ゼロから始める異世界生活 - エルザ・グランヒルテ
- Fate/Extra Last Encore - 間桐桜
- 活撃 刀剣乱舞 - 審神者
- 聖闘士星矢 THE LOST CANVAS 冥王神話 - パンドラ
- 重神機パンドーラ - フィオナ・スー
- ピアノの森 - 丸山誉子
- BORUTO-ボルト- NARUTO NEXT GENERATIONS - アシナ、伎璃、イサゴ

2019年
- この素晴らしい世界に祝福を! - ダクネス
- 盾の勇者の成り上がり - フィトリア
- ユーフーしゅつどう! - Pookee
- ONE PIECE エピソードオブサボ 〜3兄弟の絆 奇跡の再会と受け継がれる意志〜 - ヴァイオレット
- ビクター&バレンティノ - アーチ
- 約束のネバーランド - トーマ、イベット
- 異世界かるてっと - ダクネス
- INGRESS THE ANIMATION - キズナアイ
- ルパン三世 PART5 - アミ・エナン、アラニエ
- ルパン三世 血の刻印 〜永遠のMermaid〜 - 美沙
- キャノン・バスターズ - Tiephoyd
- はたらく細胞 - 黄色ブドウ球菌
- キャロル&チューズデイ - クリスタル
- 群青のマグメル - エミリア・チェスター
- 手品先輩 - お姉ちゃん（先輩の姉）
- 魔入りました!入間くん - アスモデウス・アムリリス
- RWBY - ロビン・ヒル

2020年
- 異世界かるてっと2 - ダクネス、フェルト
- ベイブレードバースト ガチ - グウィン・ロニー
- BEASTARS - シェリア
- 神之塔 - セレナ
- ドロヘドロ - 恵比寿
- ポケットモンスター - リオル、クリオ
- 名探偵コナン エピソード“ONE” 小さくなった名探偵 - 毛利蘭
- レインボー・ハイ - Carmen Major
- 呪術廻戦 - 五条悟（幼少期）
- 虚構推理 - 桜川六花
- モンスター娘のお医者さん - サーフェンティット・ネイクス
- ドラゴンズドグマ - オリビア
- ブレイズ&モンスター・マシン - 多数のキャラクター
- ZooPhobia - Kayla
- ダックテイルズ（シーズン3「The First Adventure!」） - ドナルド・ダック（子供時代）

2021年
- 天空侵犯 - 日下部弥生
- Vivy -Fluorite Eye's Song- - ヴィヴィ
- 範馬刃牙 - 朱沢江珠
- サクガン - ザクレットゥ
- Pokémon Evolutions - グリーン
- ヘルヴァ・ボス - ヴェロシカ・メイデイ
- Chikn Nuggit - Fwench Fwy
- ザ・カサグランデス - Mirta, Customer #2

2022年
- 古見さんは、コミュ症です。 - 山井恋
- ルパン三世VS名探偵コナン - 毛利蘭
- ドールズフロントライン - スケアクロウ

2023年
- 天国大魔境 - 蘭
- トップをねらえ! - アカイ・タカミ
- 鬼滅の刃 - 銀子、麗、時透の母親
- ラウド・ハウス - Ann、Ninaなど
- Adventure Time: Fionna and Cake - Ice Scout #2, Skater Fairies, Various

2024年
- プリモス - Tere, Toñita
- 君に届け - 詩乃
- 宇宙よりも遠い場所 - 小淵沢貴子
- やらなきゃ! ヘイリー - Blabby Abby

### 劇場アニメ
2011年
- 鉄拳 ブラッド・ベンジェンス - アリサ・ボスコノビッチ

2012年
- Little Big Panda - Yung Fu

2013年
- 映画けいおん! - 秋山澪

2014年
- 劇場版 魔法少女まどか☆マギカ 前編 始まりの物語 - 暁美ほむら
- 劇場版 魔法少女まどか☆マギカ 後編 永遠の物語 - 暁美ほむら

2015年
- 劇場版 TIGER & BUNNY -The Rising- - カーシャ・グラハム
- 劇場版 魔法少女まどか☆マギカ 新編 叛逆の物語 - 暁美ほむら
- LUPIN THE IIIRD 次元大介の墓標 - 峰不二子

2016年
- デジモンアドベンチャー tri. - 望月芽心
- ラブライブ!The School Idol Movie - 南ことり
- ストライクウィッチーズ 劇場版 - 服部静夏

2017年
- GANTZ:O - 山咲杏
- 劇場版 ソードアート・オンライン -オーディナル・スケール- - アリシア・ルー
- 劇場版 美少女戦士セーラームーンR - 火野レイ / セーラーマーズ
- バイオハザード: ヴェンデッタ - マリア・ゴメス
- 劇場版 フェアリーテイル -DRAGON CRY- - スワン

2018年
- GODZILLA 怪獣惑星 - ユウコ・タニ
- 劇場版 HUNTER×HUNTER 緋色の幻影 - キルア＝ゾルディック
- Fate/stay night [Heaven's Feel] I.presage flower - 間桐桜
- GODZILLA 決戦機動増殖都市 - ユウコ・タニ
- 劇場版 美少女戦士セーラームーンS - 火野レイ / セーラーマーズ
- 美少女戦士セーラームーンSuperS セーラー9戦士集結!ブラック・ドリーム・ホールの奇跡 - 火野レイ / スーパーセーラーマーズ
- 詩季織々 - Shui Jing
- リズと青い鳥 - 高坂麗奈
- 劇場版 七つの大罪 天空の囚われ人 - ホーク

2019年
- 劇場版 HUNTER×HUNTER -The LAST MISSION- - キルア＝ゾルディック
- LUPIN THE IIIRD 血煙の石川五ェ門 - 峰不二子
- LUPIN THE IIIRD 峰不二子の嘘 - 峰不二子
- Fate/stay night [Heaven's Feel] II. lost butterfly  - 間桐桜

2020年
- 泣きたい私は猫をかぶる - 日之出優美、きなこ
- 名探偵コナン ゼロの執行人 - 毛利蘭

2021年
- 映画 この素晴らしい世界に祝福を!紅伝説 - ダクネス
- 名探偵コナン 業火の向日葵 - 毛利蘭
- 名探偵コナン 紺青の拳 - 毛利蘭
- 劇場版 美少女戦士セーラームーンEternal - 火野レイ / スーパーセーラーマーズ
- Fate/stay night: Heaven's Feel III. spring song  - 間桐桜
- 劇場版 七つの大罪 光に呪われし者たち - ホーク
- 僕のヒーローアカデミア THE MOVIE ワールド ヒーローズ ミッション - ロディ・ソウル（幼少期）
- ルパン三世VS名探偵コナン THE MOVIE - 毛利蘭

2022年
- 竜とそばかすの姫 - ペギースー
- バブル - アンダーテイカー・リーダー

2023年
- バイオハザード デスアイランド - マリア・ゴメス
- ミラキュラス レディバグ&シャノワール: ザ・ムービー - マリネット・デュパン＝チェン / レディバグ
- 名探偵コナン 緋色の弾丸 - 毛利蘭

2024年
- 青春ブタ野郎はおでかけシスターの夢を見ない - 豊浜のどか

### ゲーム
2008年
- ポイズンピンク - Eriel
- ルミナスアーク2 ウィル - サティ、アリス

2009年
- アヴァロンコード - シルフィ
- ルーンファクトリー フロンティア - ドロップ、ミネルバ
- BLAZBLUE CALAMITY TRIGGER - ノエル・ヴァーミリオン、ν-13-、サヤ
- League of Legends - RIVEN
- ファイナルファンタジー・クリスタルクロニクル クリスタルベアラー - 様々なキャラクター

2010年
- サクラ大戦V 〜さらば愛しき人よ〜 - 吉野杏里
- Heroes of Newerth - Holly Polly、La Llorona
- BLAZBLUE CONTINUUM SHIFT - ノエル・ヴァーミリオン、μ-12-、サヤ、ν-13-、Λ-11-
- Pinball FX 2 - ミズ・マーベル

2011年
- 超次元ゲイム ネプテューヌ - コンパ
- アルトネリコ3 世界終焉の引鉄は少女の詩が弾く - 咲
- 英雄伝説VI 空の軌跡 - クローゼ・リンツ
- 真・三國無双7 - 練師
- トトリのアトリエ 〜アーランドの錬金術士2〜 - ツェツィーリア・ヘルモルト
- Where in the World Is Carmen Sandiego? - カルメン・サンディエゴ
- メイプルストーリー - メルセデス（女性）、アリア、ルミナス（女性）

2012年
- Planetside2 - テラン共和国兵士
- 超次元ゲイム ネプテューヌmk2 - コンパ
- スカルガールズ - セレベラ、エイオン、レイチェル・ウォン（声優のキャスティングとボイスディレクションも担当）
- Loren the Amazon Princess（テーマ曲「Until I'm Broken」の歌唱を担当）

2013年
- ARMORED CORE VERDICT DAY - ヘリコプター増援、30代女性パイロット
- アーシャのアトリエ 〜黄昏の大地の錬金術士〜 - ウィルベル・フォル＝エルスリート
- 神次元ゲイム ネプテューヌV - コンパ、クロワール
- 時と永遠 〜トキトワ〜 - トワ
- 真・三國無双8 - 練師
- 神様と運命革命のパラドクス - 西園寺ミザエル
- イース セルセタの樹海 - カーナ、バミー

2014年
- エスカ&ロジーのアトリエ 〜黄昏の空の錬金術士〜 - ウィルベル・フォル＝エルスリート
- 魔女と百騎兵 - ネザリア
- SMITE - Amaterasu、Foxy Amaterasu、Sun Kissed Amaterasu、Sunny Chibi Amaterasu、The Spectacular Chang'e、Senpai Da Ji、Discordia、Oblivion Queen Discordia、Bad Apple Discordia、Divine Axe Izanami、Biohacker Kali、Sea Maiden Medusa
- ブレイブルー クロノファンタズマ - ノエル＝ヴァーミリオン、ニュー・サーティーン、ミュー・テュエルブ、ラムダ
- CONCEPTIONII 七星の導きとマズルの悪夢 - セリナ
- デモンゲイズ - ピーネ
- 圧倒的遊戯 ムゲンソウルズZ - スプラ
- ドラッグオンドラグーン3 - フォウ
- テイルズ オブ エクシリア2 - ノヴァ
- フェアリーフェンサー エフ - ピピン、ロロ
- アルノサージュ〜生まれいずる星へ祈る詩〜 - イオン
- シャンティ -海賊の呪い- - シャンティ、リスキィ・ブーツ

2015年
- Til Morning's Light - Brooke（声優のキャスティングとボイスディレクションも担当）
- Veecaloid Pop - Milky
- Runbow - シャンティ（発売後のDLCで追加）
- 超女神信仰 ノワール 激神ブラックハート - コンパ
- シャリーのアトリエ 〜黄昏の海の錬金術士〜 - ウィルベル・フォル＝エルスリート
- ファイナルファンタジー零式HD - シンク
- 超次元アクション ネプテューヌU - コンパ
- 東京新世録 オペレーションアビス - 日々野規子、村正真麻
- Soul Hunters - Ember、Leah
- 絶対絶望少女 ダンガンロンパ Another Episode - モナカ
- STELLA GLOW - ののか
- ゼノブレイドクロス - 女性アバター
- 攻殻機動隊 S.A.C. ONLINE - MAVEN
- エルソード - レナ・フォレスト・エリンデル

2016年
- 新次元ゲイム ネプテューヌVII - コンパ、クロワール
- ストリートファイターV - いぶき、エネーロ
- ポポロクロイス牧場物語 - マルメラ、コニー、クローディア
- 魔壊神トリリオン - エルマ
- 激次元タッグ ブラン+ネプテューヌVSゾンビ軍団 - コンパ
- Cat Girl Without Salad: Amuse-Bouche - Kebako、Squiddie、Uramiko（ボイスディレクションとプロデュースも担当）
- ゴッドイーター2 レイジバースト - シエル・アランソン
- メイQノ地下ニ死ス - エストラ
- シャンティ:ハーフ・ジーニー ヒーロー アルティメット・エディション - シャンティ、リスキィ・ブーツ（テーマ曲「Dance Through the Danger」の歌唱も担当）

2017年
- テイルズ オブ ベルセリア - ベルベット・クラウ
- ファイアーエムブレム ヒーローズ - ラケシス、ティータ、アテナ、ネルトゥス、フィヨルム
- AKIBA'S BEAT - 鬼灯アカリ、鬼灯アオイ
- ファイアーエムブレム Echoes もうひとりの英雄王 - ティータ
- Friday the 13th: The Game - デボラ・キム
- クロバラノワルキューレ - クー・フランソン
- GOD WARS 〜時をこえて〜 - カグヤ
- 神獄塔 メアリスケルター - アリス
- 四女神オンライン CYBER DIMENSION NEPTUNE - コンパ
- サモンナイト6 失われた境界たち - リューム

2018年
- フォートナイト - イーグルアイ
- 名探偵ピカチュウ - ニーナ・オハラ
- Monster Prom - Vera Oberlin、Joy
- Paladins - Ying、Street Style Ying
- BLAZBLUE CROSS TAG BATTLE - ノエル・ヴァーミリオン、ニュー・サーティーン
- 超回転 寿司ストライカー The Way of Sushido - ムサシ（女子）
- OCTOPATH TRAVELER - オフィーリア・クレメント
- メイド イン ワリオ ゴージャス - ファイブワット、サーティーンアンプ
- NARUTO TO BORUTO シノビストライカー - アバター
- フードファンタジー - 梅茶漬け
- ジャストコーズ4 - ソリスの人々

2019年
- エースコンバット7 スカイズ・アンノウン - アルマ・ア・シラージ
- Crackdown 3 - Latala Vargas
- Death end re;Quest - リプカ
- チョコボの不思議なダンジョン エブリバディ! - モーグリ
- ザンキゼロ - 真白ユマ
- RAGE 2 - Dreadwood Civilians、Shrouded Bolter
- 勇者ネプテューヌ 世界よ宇宙よ刮目せよ!! アルティメットRPG宣言!! - コンパ
- キルラキル ザ・ゲーム -異布- - 鳳凰丸礼
- ポケモンマスターズ - ツクシ、フヨウ、マリィ
- 熱血硬派くにおくん外伝 River City Girls - はせべ（ボイスディレクションとテーマ曲の歌唱も担当）
- インディヴィジブル 闇を祓う魂たち - Tzitzi（ボイスディレクションとプロデュースも担当）
- アッシュと魔法の筆 - Creatures
- 神獄塔 メアリスケルター2 - アリス
- CONCEPTION 俺の子供を産んでくれ! - ルカ

2020年
- ビタミンコネクション - ツアーガイド、花火ブリオ（声優のキャスティングとボイスディレクションも担当）
- ONE PUNCH MAN A HERO NOBODY KNOWS - モスキート娘
- グランブルーファンタジー ヴァーサス - シャルロッテ、フェリー
- Fallout 76 - Isela Mejia, Mercedes Stern, Raider（女性）
- シャンティと7人のセイレーン - シャンティ、リスキィ・ブーツ、ハーモニー（テーマ曲の歌唱も担当）
- ガーディアンテイルズ - マリナ、アラベル
- Marvel's Avengers - AIM Business、AIM Product、AIM Security Female
- 十三機兵防衛圏 - 薬師寺恵
- お姉チャンバラ - 咲
- 原神 - ベネット、行秋
- Monster Prom 2: Monster Camp - Joy、Tavern Keeper、Siren Girl
- 英雄伝説 閃の軌跡IV -THE END OF SAGA- - クローディア・フォン・アウスレーゼ、セシル・ノイエス
- Bugsnax - Cheezer
- ゼルダ無双 厄災の黙示録 - ボックリン

2021年
- Re:ゼロから始める異世界生活 偽りの王選候補 - エルザ・グランヒルテ
- クッキーラン:キングダム - Frost Queen Cookie
- イースIX - 白猫
- モンスターハンターライズ - ハンター
- ま〜るい地球が四角くなった!? デジボク地球防衛軍 EARTH DEFENSE FORCE: WORLD BROTHERS - Ops
- PHANTASY STAR ONLINE 2 NEW GENESIS - オランジェ
- 魔界戦記ディスガイア6 - マジョレーヌ
- AKIBA'S TRIP - 北田瀬那
- おすそわける メイド イン ワリオ - ファイブワット
- LOST JUDGMENT 裁かれざる記憶 - マリ
- The Addams Family: Mansion Mayhem - ウェンズデー・アダムス
- JUDGE EYES:死神の遺言 - マリ姉
- テイルズ オブ ルミナリア - セリア・アルヴィエ

2022年
- トライアングルストラテジー - エザナ・クリンカ、ライラ・ビザークラフト
- チョコボGP - レーシングヒーローX
- ファントムブレイカー - 九紋稚
- ルーンファクトリー5 - フーカ
- Evil Dead: The Game - Deadite Berserker, Meat Puppet, Demi-Eligos
- Relayer - ダークロード
- スターオーシャン6 THE DIVINE FORCE - クロエ
- 無期迷途 - ヘラ、K.K.
- コール オブ デューティ モダン・ウォーフェアII - Battle Buddy Aloof
- 熱血硬派くにおくん外伝 リバーシティガールズ2 - ハセベ、カオリ、ヨウコ

2023年
- ファイアーエムブレム エンゲージ - メリン
- 超次元ゲイム ネプテューヌ Sisters vs Sisters - コンパ
- OCTOPATH TRAVELER II - マヒナ
- Higan: Eruthyll - Ume、Rita
- Minecraft Legends - Piglins
- Advance Wars 1+2: Re-Boot Camp - キャサリン（Nell）
- Omega Strikers - Octavia
- ゼルダの伝説 ティアーズ オブ ザ キングダム - チューリ
- LOOP8 - イチカ
- ハリー・ポッター:魔法の覚醒 - ルーナ・ラブグッド
- 英雄伝説 創の軌跡 - セシル・ノイエス、クローディア・フォン・アウスレーゼ
- リトルプリンセス マール王国の人形姫2 - チェロ
- 天使のプレゼント マール王国物語 - チェロ
- Mortal Kombat 1 - Nitara
- 超おどる メイド イン ワリオ - ファイブワット、サーティーンアンプ
- グランブルーファンタジーヴァーサス -ライジング- - シャルロッテ、フェリー

2024年
- Granblue Fantasy: Relink - シャルロッテ、フェリー
- ユニコーンオーバーロード - ロザリンデ
- 薔薇と椿 〜お豪華絢爛版〜 - 椿小路玲子、越智宇トリヱ、家政婦C、ムーブルク、妖精ピンク、ルミッサ小杉（主題歌「華の淑女」の歌唱も担当）